# カンポ・グランデAC
カンポ・グランデAC (ポルトガル語: Campo Grande Atlético Clube) は、ブラジル・リオデジャネイロ州リオデジャネイロに本拠地を置くサッカークラブである。

## 歴史
カンポ・グランデACは1940年6月13日に創設された。
1979年、クラブは初めてカンピオナート・ブラジレイロ・セリエAに参戦した。カンポ・グランデは第2ステージに進み、27位となった。
1982年、決勝でCSAを下して、クラブにとって唯一の全国タイトルとなるカンピオナート・ブラジレイロ・セリエBのタイトルを獲得した。カンポ・グランデのルイジーニョは10ゴールで得点王になった。これによりクラブは翌年にセリエA昇格した。
1983年、2度目の参加となったカンピオナート・ブラジレイロ・セリエAでは、第1ステージで敗退して24位となった。
1991年には、ヴァスコ・ダ・ガマの最大のアイドルであり、これまでブラジルでもっとも多くのゴールを挙げた点取り屋のひとり、ロベルト・ディナミッチがカンポ・グランデでプレーした。

## タイトル
- カンピオナート・ブラジレイロ・セリエB：1回
  - 1982

- カンピオナート・カリオカ・セリエB：1回
  - 1985

## 歴代所属選手
- ダダ・マラヴィーリャ 1966-1968
- ロベルト・ディナミッチ 1991